# BM Sagunto
Club Balonmano Sagunto (BM Sagunto) var ett spanskt damlag i handboll från Sagunto i provinsen Valencia, bildat 1978 som Mar Valencia i staden Valencia och nedlagt 2012. Laget har också hetat bland annat El Osito L'Eliana och Milar L'Eliana på grund av sponsoravtal och att laget flyttades från staden Valencia till Eliana i samma provins. 2004 flyttades laget från Eliana till Sagunto, återigen samma provins, och bytte namn till BM Sagunto.
Laget dominerade länge spansk handboll. De blev spanska mästare totalt 24 gånger, varav 20 år i rad mellan 1979 och 1998, och därefter 2000, 2001, 2002 och 2005. 1997 blev laget det första från Spanien att vinna Champions League. År 2000 vann laget Cupvinnarcupen.

## Meriter
- Champions League-mästare 1997
- Cupvinnarcupmästare 2000
- Spanska mästare 27 gånger: 1968, 1969, 1974, 1979, 1980, 1981, 1982, 1983, 1984, 1985, 1986, 1987, 1988, 1989, 1990, 1991, 1992, 1993, 1994, 1995, 1996, 1997, 1998, 2000, 2001, 2002 och 2005
- Spanska cupmästare 20 gånger: 1981, 1982, 1983, 1984, 1985, 1986, 1987, 1988, 1989, 1991, 1992, 1993, 1994, 1995, 1996, 1997, 1998, 1999, 2000 och 2008

## Spelare i urval
- Macarena Aguilar (2001–2009)
- Bárbara Arenhart (2007–2010)
- Svetlana Bogdanova (1996–1999)
- Alexandrina Cabral Barbosa (2005–2008)
- Verónica Cuadrado (2004–2011)
- Begoña Fernández (1998–2002)
- Ausra Fridrikas (1992–1993)
- Mia Hermansson Högdahl (1999–2000)
- Marta Mangué (2002–2004)
- Natalja Morskova (1991–2005)
- Silvia Navarro (2004–2006)
- Elisabeth Pinedo (2005–2007)

## Tränare i urval
- Ambros Martín (2004–2012)